# Lill-Gäddträsket (Piteå socken, Norrbotten)
Lill-Gäddträsket är en våtmark i Piteå kommun i Norrbotten och ingår i Byskeälvens huvudavrinningsområde. Sjön har en area på 0,255 kvadratkilometer och ligger 384,1 meter över havet. Sjön avvattnas av vattendraget Gäddträskån.

## Delavrinningsområde
Lill-Gäddträsket ingår i det delavrinningsområde (726707-169414) som SMHI kallar för Ovan 726313-169613. Medelhöjden är 410 meter över havet och ytan är 19,02 kvadratkilometer. Det finns ett avrinningsområde uppströms, och räknas det in blir den ackumulerade arean 40,96 kvadratkilometer. Gäddträskån som avvattnar avrinningsområdet har biflödesordning 3, vilket innebär att vattnet flödar genom totalt 3 vattendrag innan det når havet efter 102 kilometer. Avrinningsområdet består mestadels av skog (69 procent) och sankmarker (25 procent). Avrinningsområdet har 0,26 kvadratkilometer vattenytor vilket ger det en sjöprocent på 1,3 procent.